# Луп I (герцог Аквітанії)
Луп I (*Lupo, Loup, Lobo, д/н —між 676 та 688) — герцог Аквітанія у 670—676 роках.

## Життєпис
Походив з роду васконів. Можливо був сином Боггіса, який помер або загинув у 660 році. Близько 670 року повстав проти нового герцога Фелікса, якого незабаром повалив. З цього моменту починається діяльність незалежних аквітанських герцогів.
Завдяки родинним зв'язкам зумів об'єднати герцогства Васконію та Аквітанію. Столицею зробив місто Бордо. Протягом 670—672 років підкорив область навколо Тулузи. На півночі кордон проходив по межі графства Оверні.
У 673 році надав допомогу дуку Флавію Павлу, що повстав проти Вамби, короля вестготів. На чолі війська атакував місто Безьє, але зазнав невдачі. Того ж року або трохи пізніше головував на церковному соборі в Бордо, підсумки якого невідомі. Посиленню становища Лупа I сприяла боротьба за владу після смерті Хлотаря III, короля Нейстрії. 674 року владу Лупа I визнав король Теодоріх III та його мажордом Еброїн.
675 року розпочав боротьбу за графство Лімож, але без певного успіху. Про подальшу долю Лупа I існують суперечні відомості. За одними він загинув у 676 році (за більш достеменними відомостями було поранено), за іншими помер 688 року, передавши владу синові Одо. Також можливо був живим ще у 710 році.

## Родина
- Одо, герцог Васконії та Аквітанії